# Ludwig Heinrich Bernhard Bornemann
Ludwig Heinrich Bernhard Bornemann (* 7. Januar 1817 in Uelzen; † 2. Juni 1896 in Harburg an der Elbe) war Amtsgerichtsrat in Harburg, heute Hamburg.

## Leben
Bornemann war nach dem Studium der Rechtswissenschaften in Göttingen Advokat in Harburg. Ab 1846 war er Magistratsassessor und ab 1852 Amtsassessor in Harburg an der Elbe.

## Ehrungen
Am 17. April 1891 verlieh die Stadt Harburg Bornemann die Ehrenbürgerrechte.
1950 wurde die Bornemannstraße nach Ludwig Heinrich Bernhard Bornemann benannt.